# Reality (Gianni Celeste)
Reality è il trentaseiesimo album del cantante siciliano Gianni Celeste, cantato in lingua napoletana, pubblicato nel 2003.

## Tracce
1. Nera nera
2. Per amarti
3. Cucciolo impaurito
4. Il tango dell'amore
5. Sei la donna mia
6. More...more
7. Autogrill
8. Ciao...A domani
9. Reality
10. Un amore dentro